# 東洋捕鯨鮫事業所焼討事件
東洋捕鯨 鮫事業所焼討事件（とうようほげい さめじぎょうしょやきうちじけん）とは、1911年（明治44年）11月1日、青森県三戸郡湊村（現：八戸市湊町）の漁民約1100人が鮫村（現：八戸市鮫町）にあった東洋捕鯨株式会社の鮫事業所を襲い、放火・破壊した事件。

## 騒動の原因
捕鯨事業の誘致によって缶詰業、肥料業の発展を図り、また築港実現の足がかりにしようとする者たちが、漁業組合理事と官憲の力を借りて、沿岸漁民の反対に耳を貸さずに捕鯨事業所の誘致を強引に進めていた。また、捕鯨事業が始まった後、事業所が操業期間を過ぎても操業をやめず、憲兵がこれを黙認したことに対する漁民の怒りが打ちこわしに至った直接の原因といわれている。
- 1909年（明治42年）3月21日 - 大日本捕鯨株式会社（後の東洋捕鯨）が捕鯨基地の申請を小中野村に提出。
- 1911年（明治44年）8月 - 農商務省が鮫事業所の開設を認可。

## 事件の全容
1911年（明治44年）11月1日、早朝に湊村役場の裏に集まった漁民は、二手に分かれて捕鯨会社事務所に向かい、警官の制止をきかずに乱入・放火し、引き上げの途中、捕鯨会社誘致派の会合に使われていた石田屋の玄関、誘致派の関川弥兵衛・長谷川藤次郎・神田重雄各邸宅、湊巡査派出所を破壊して午前11時ごろに解散した。

### 被害総額
被害総額は当時の金額で9万8351円15銭5厘に上った。
主な内訳は以下のとおりである。
- 機械・器具・什器・漁具の破損　1万4721円17銭5厘
- 消耗品損害　2116円19銭
- 建物損害　6714円
- 貯蔵品損害　1万6954円
- 製品損害額　3万7462円10銭

## 事件関係者の処分
この事件に加わった40名が起訴され、30名が懲役、6名が罰金、4名に無罪の判決が下された。しかし、明治天皇崩御で大赦となる。
また、東洋捕鯨会社と湊村浜漁業組合・小中野漁業組合の間で取り交わした念書には、会社より事件の被告側へ当時の金額で8,700円を贈与し、被告の弁護費用とすること、被告の家族を事業夫として雇うことなどの約束が取り交わされている。